# Marieby landskommun
Marieby landskommun var en tidigare kommun i Jämtlands län.

## Administrativ historik
Marieby landskommun inrättades 1 januari 1863 i  Marieby socken i Jämtland när 1862 års kommunalförordningar trädde i kraft.
Vid kommunreformen 1952 gick kommunen upp i Brunflo.

## Kommunvapen
Marieby landskommun förde inte något vapen.